# Hronský Beňadik
Hronský Beňadik es un municipio del distrito de Žarnovica en la región de Banská Bystrica, Eslovaquia, con una población estimada a final del año 2024 de 1071 habitantes.
Se encuentra ubicado al noroeste de la región, en el valle del río Hron —un afluente izquierdo del Danubio— y cerca de la frontera con las regiones de Nitra y Trenčín.

## Demografía
| Año        | 1994 | 2004    | 2014    | 2024    |
| ---------- | ---- | ------- | ------- | ------- |
| Población  | 1197 | 1228    | 1176    | 1071    |
| Diferencia |      | +2,58 % | −4,23 % | −8,92 % |

| Año        | 2023 | 2024    |
| ---------- | ---- | ------- |
| Población  | 1086 | 1071    |
| Diferencia |      | −1,38 % |